# Chrysso silva
Chrysso silva là một loài nhện trong họ Theridiidae.
Loài này thuộc chi Chrysso. Chrysso silva được Herbert Walter Levi miêu tả năm 1962.